# Під'ярків
Під'яркі́в — село в Україні, у Львівському районі Львівської області. Населення становить 470 осіб. Орган місцевого самоврядування — Бібрська міська рада.

## Історія
Найдавніша письмова згадка про село походить з 1368 року — тоді власником села був Станіслав Дров'ята з Борку.
У податковому реєстрі 1515 року в селі документується 2 лани (близько 50 га) оброблюваної землі, село у володінні Одновського.
В 1552 році село Під'ярків перебувало у власності трьох  панів Миколая Гербурта Одновського , пана Фірлея та Ванька. В 1711 році власником села був Адам Сенявський , краківський каштелян.
В 1870 році в селі проживало ( разом з хутором Ваньківці) 826 осіб . Село та хутір розпоряджалися 1122 моргами ( морг =0,56 га) орної землі. 383 морги було  занято під городами та луками. Худобу випасали на 226 моргах пасовищ. У власності  пана Потоцького в селі Під'яркі́в  було   15 моргів лісу. ttps://wwwpbc.rzeszow.pl/dlibra/publication/11914/edition/10927/conten.t?ref=desc
В жовтні 1930 року село постраждало від пацифікації , яку проводила польська влада. Польські солдати жорстоко побили майже  100 осіб 

### Боротьба ОУН -УПА
29 серпня 1944 року в селі перебувла сотня УПА "Сроманці".В селі у цей час перебувало 10-20 червоноармійців. "Сіроманці їх роззброїли ( забрано кілька крісів , кулемет, ПТР).З червоноармійцями проведено виховну роботу та відпущено. Після короткого перепочинку сотня перейшла в ліс неподалік с. Селиська
13–19.ІХ.44 р.НКВС проводив в селі облаву, заарештовано 15 чоловіків.
24–27.ІХ.44 р. проведено  повторну облаву в с. Під’яркові, заарештовано  синів і жінку "Довбуша" і вбито 3 старих мужчин та  одного 30- тилітнього.
2.Х.44 р. більшовики в числі 80 осіб зі сторони Романова  напали на с. Під’ярківз метою пошуку повстанців .  В цій облаві вбили повстанця  "Лиса" та оточили  одне господарство, якомузнаходився "Павук" – Стеців Василь з с. Дуліб. Він, щоб не здатись більшовикам в руки, власноручно застрілився. Крім того,зловлено 4 хлопців і одну дівчину, яких комуністи  забрали зі собою.

## Населення

### Мова
Розподіл населення за рідною мовою за даними перепису 2001 року:
| Мова       | Кількість | Відсоток |
| ---------- | --------- | -------- |
| українська | 470       | 100%     |

## Церква
- храм Перенесення мощей св. Бориса і Гліба (ПЦУ). Належить до Перемишлянського деканату, Львівської єпархії УАПЦ.
- храм Перенесення мощей св. Бориса і Гліба (УГКЦ)

## Пам'ятки
- Читальня збудована у 20-30 рр. ХХ ст. Внесена до реєстру пам'яток архітектури місцевого значення за охоронним номером 2895-М.

## Відомі люди
- Бойко Богдан Федорович — голова «Народного руху України за єдність» , народний депутат України 1-го, 2-го та 3-го скликання.
- Толопко Дмитро Костянтинович — вчений, педагог, інженер-технолог, доктор хімічних наук, який протягом всього життя працював у Львівській Політехніці.
- Шкамбара Осип Михайло Петрович — обласний провідник ОУН Львівської області (1942—1944).